# Ecnomus leonus
Ecnomus leonus är en nattsländeart som beskrevs av Martin E. Mosely 1936. Ecnomus leonus ingår i släktet Ecnomus och familjen trattnattsländor. Inga underarter finns listade i Catalogue of Life.